# Juan Carlos Pasamontes
Juan Carlos Pasamontes Calvo (Madrid, 23 de juliol de 1956 - Mataró, 15 de novembre de 2020) va ser un periodista i escriptor espanyol. Va ser periodista i autor de mitja dotzena de llibres, especialment sobre esport.
Llicenciat en Ciències de la Informació per la Universitat Autònoma de Barcelona (UAB), va treballar en diversos mitjans de comunicació. En els anys 80 va exercir a diversos diaris de Palma: va pertànyer a l'equip fundacional de El Día de Baleares, amb posterioritat va treballar a Última Hora i La Tarde, així com delegat de El Mundo Deportivo a les Balears. També va treballar a diaris de Catalunya: El Noticiero Universal, Diario de Barcelona, El Día de Cataluña, El Periódico de Catalunya, així com al setmanari Destino. A més, va ser col·laborador del diari ABC, Sábado Gràfico, la Historia Universal del siglo XX d'Historia 16 i Diario Gol, on va publicar relats de futbol des d'una perspectiva històrica i cultural.

## Llibres
- Diario apócrifo de un niño de la Transición. Badalona: Edicions badalonines, 1977
- Todos los jefes de la casa blanca, de Juan Palacios a Florentino Pérez. Madrid : Pearson Educación, 2003
- R.S. Alfonso XIII : la cara oculta del RCD Mallorca, 1916-1931. Palma: Aquiles Editorial, 2005
- Radiografía de un ascenso : 50 años del RCD Mallorca en Primera División. Palma: Aquiles Editorial, 2010
- Territorios del alma : memorias de Juan Segura Palomares. Almeria: Círculo Rojo, 2016